# 프란츠 요제프 1세
프란츠 요제프 1세(독일어: Franz Joseph I, 1830년 8월 18일 - 1916년 11월 21일)는 오스트리아 제국(재위: 1848년 ~ 1867년) 및 오스트리아-헝가리 제국(재위: 1867년 ~ 1916년)의 황제이다. 보헤미아의 국왕 프란티셰크 요세프 1세(체코어: František Josef I.), 헝가리와 크로아티아의 국왕 페렌츠 요제프 1세(헝가리어: I. Ferenc József, 슬로바키아어: František Jozef I. 프란티셰크 요제프 1세, 크로아티아어: Franjo Josip I. 프라뇨 요시프 1세)에 해당한다.
1866년까지는 독일의 군주였으나 프로이센의 빌헬름 1세에게 빼앗겼다. 준식민지로 영향력을 행사하던 세르비아인들과 갈등을 빚다가 1914년에는 세르비아를 침공, 제1차 세계 대전을 일으켰다. 항상 백발의 노장의 모습을 하고 있었다는 그는 68년의 재위 기간 동안 전제 군주로서의 책임을 훌륭하게 완수하였으며, 종이에 여유분이 없으면 공문서조차도 이면지로 사용할 정도로 근면 검소하였다.

## 생애

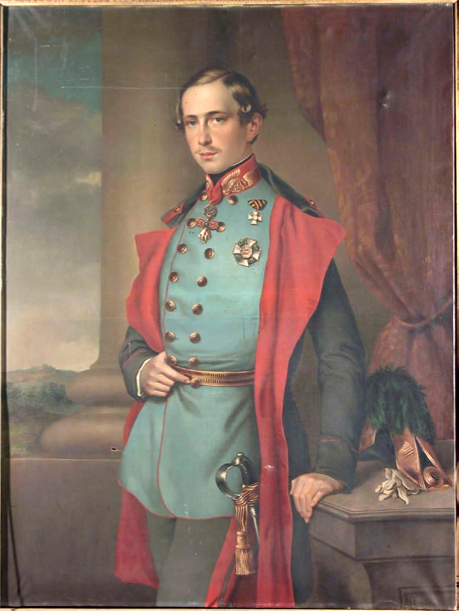
프란츠 요제프 1세 (1852)

1848년 혁명으로 큰아버지인 페르디난트 1세가 퇴위함에 따라 18세의 젊은 나이에 즉위했다.
1849년 10월 러시아 군대의 도움을 받아 헝가리 혁명 세력을 진압하고 곧 북부 이탈리아의 영토를 회복할 때까지 전략적으로, 이전의 칙령 헌법을 보장하였다. 그러다가 1851년 안정을 되찾은 요제프 1세는 헌법을 파기하고 새로운 절대주의를 도입하였다.

## 교황과 정교협약
이 새로운 국가 절대주의를 후세 사람들은 이를 주도한 내무대신 바흐(bach, A, 1813~1893)의 이름을 따서 바흐 절대주의라고 부르게 되었다.
바흐 절대주의는 혁명 이전의 메테르니히 절대주의보다도 더 일관성이 있었고, 더 체계적이었다. 수적으로 더 막강해진 군대에 의존했으며 도시 지역의 정규 경찰과 비밀 경찰 외에도 시골 지역에서 새로 생긴 기동경찰이 이 절대 권력을 떠받쳐 주고 있었다. 또한 로마 가톨릭 교회와 국가간에도 밀착하여 국가 절대주의에 커다란 힘이 되었다. 1855년 황제와 교황 비오 9세 간의 정교협약으로 국가의 가톨릭교회에 대한 간섭은 완전히 사라지고, 교회의 모든 일은 주교가 전담하게 되었다. 로마 가톨릭교회는 교육과 개인의 가정사에 대해서도 영향력을 행사할 수 있게 되었다. 그러나 이같은 국가와 로마 가톨리교회와의 유착은 향후 오스트리아와 체코의 가톨릭 교회에 적지 않은 문제들을 야기하였다.

1853년 2월 18일 산책을 하다가 헝가리인 혁명가의 칼에 찔릴 뻔 했으나 다행히 목숨은 구했고 이후 바이에른 공녀 엘리자베트와 결혼했다. 하지만 1866년 4월 프로이센과 이탈리아가 연합해 프로이센-오스트리아 전쟁이 발발하고 7월 3일 오스트리아군이 쾨니히그레츠 전투에서 괴멸함으로써 독일 내의 합스부르크 가의 영향력은 종결되고 오스트리아는 위기를 맞는다.
그리고 이 영향으로 의회가 탄생함에 따라 오스트리아의 전제정치도 종결되고 헝가리의 언드라시 줄러를 초대 수상으로 지명한 뒤 1867년 6월 8일 헝가리의 사도왕에 올라 이중 국가 오스트리아-헝가리 제국을 성립했다.
1866년에는 자신의 지지파들을 중심으로 결집한 빌헬름 1세에게 독일 연방의 왕이라는 직함을 양보하였다. 사실상 이름 뿐인 독일의 군주였으나 신성 로마 제국의 해체 이후에도 한동안 합스부르크 왕가에서 독일의 군주의 칭호를 유지하고 있었다. 1867년 국제박람회를 빈에서 개최하고 국정에 전념하다가 1889년 1월 29일 외아들인 황태자 루돌프와 애인 마리 베체라의 자살 사건으로 큰 충격을 받았다. 이후 조카 프란츠 페르디난트 대공을 추정상속자로 책봉하였으나 그도 1914년 사라예보 사건으로 그의 부인과 함께 암살당했다.
1898년 9월 10일 아내 엘리자베트마저 제네바에서 암살당했으며 1914년 사라예보 사건을 빌미로 직접 세르비아를 침공해 제1차 세계 대전을 일으켰다가 1916년 사망하였다.
사후 프란츠 대공의 뒤를 이은 종손 카를 대공이 추정 상속자로 책봉되어 황위를 계승했다.

## 가족
그는 가정에서는 불행하게 살았었다. 황후는 이종사촌인 엘리자베트 폰 외스터라이히웅가른 황후이며 슬하에 조피, 기젤라, 루돌프, 마리 발레리 등 1남 3녀를 두었다. 조피는 요절하였으며, 루돌프는 1889년에 변사했다.
황제의 동생인 막시밀리안은 프랑스 꼭두각시 정권의 멕시코 황제로 즉위했다가 프랑스군이 철군하면서 1867년 반군에게 처형당했다..
| 사진 | 이름                                | 생일            | 사망                  | 기타                                                      |
| ---- | ----------------------------------- | --------------- | --------------------- | --------------------------------------------------------- |
|      | 조피 폰 외스터라이히 여대공         | 1855년 3월 5일  | 1857년 5월 29일(2세)  | 요절                                                      |
|      | 기젤라 폰 외스터라이히 여대공       | 1856년 7월 12일 | 1932년 7월 27일(76세) | 레오폴트 폰 바이에른 왕자와 결혼, 슬하 2남 2녀            |
|      | 루돌프 폰 외스터라이히웅가른 황태자 | 1858년 8월 21일 | 1889년 1월 30일(30세) | 스테파니 드 벨지크 왕녀와 결혼, 슬하 1녀                  |
|      | 마리 발레리 폰 외스터라이히 여대공  | 1868년 4월 22일 | 1924년 9월 6일(56세)  | 프란츠 잘바토어 폰 외스터라이히 대공과 결혼, 슬하 4남 6녀 |